# Större soldatara
Större soldatara (Ara ambiguus) är en akut hotad papegoja inom släktet aror som förekommer i Centralamerika och norra Sydamerika.

## Utseende
Den större soldataran är en stor ara, de adulta fåglarna mäter omkring 85–90 centimeter. Den har en övervägande grönaktig fjäderdräkt, med blått på vingarna och blått och orange på stjärten. Näbben är svart och ovanför näbben har papegojan ett rött band. Områdena av naken hud närmast näbben och omkring ögat är vitt och prytt av linjer bestående av små mörkare fjädrar, vilka hos äldre fåglar, särskilt honor, är rödaktiga.

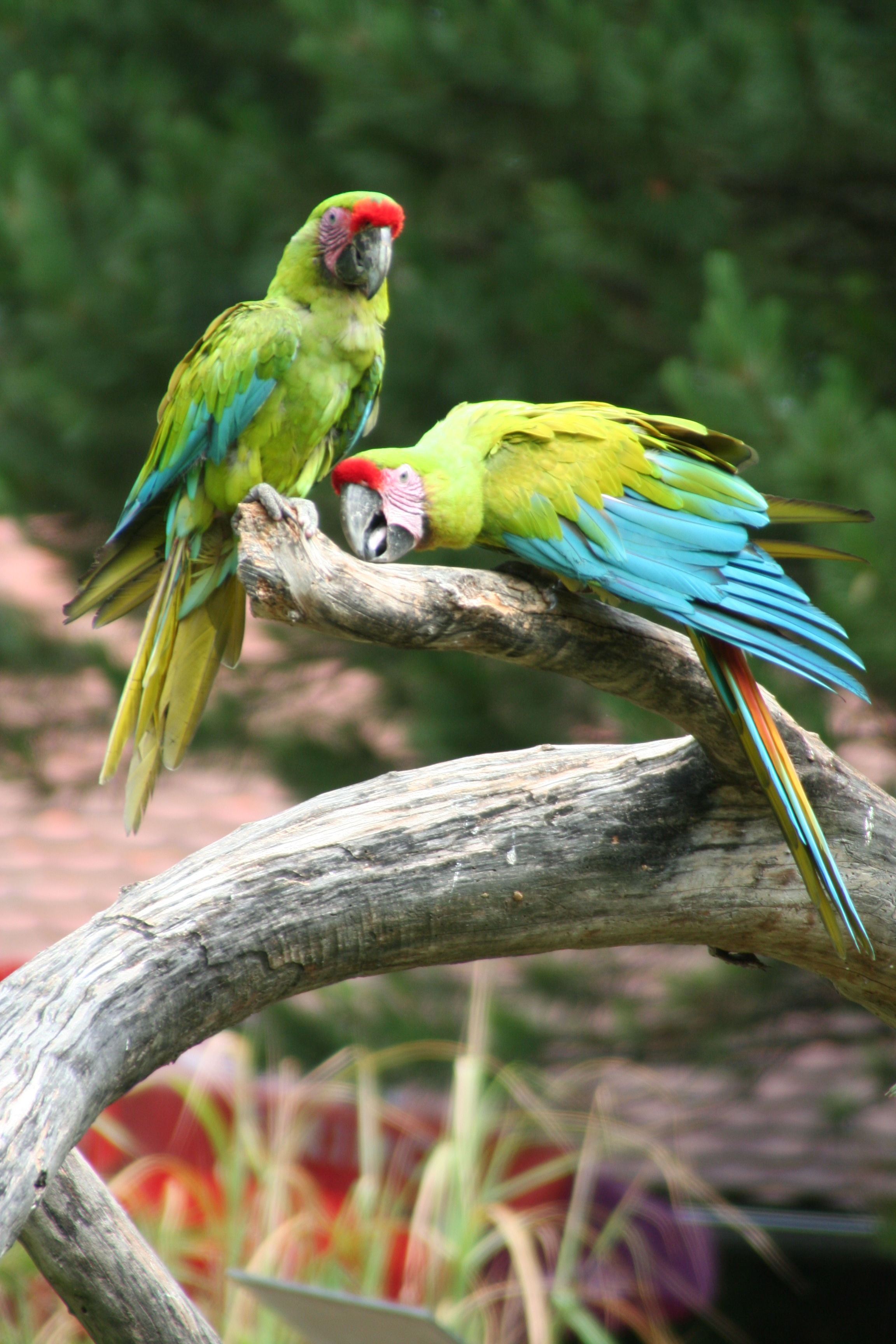

## Utbredning och taxonomi
Större soldatara förekommer i Centralamerika och norra Sydamerika. Två underarter finns beskrivna, nominatformen A. a. ambiguus som förekommer från Nicaragua och Honduras till nordvästra Colombia, och A. a. guayaquilensis som förekommer i västra Ecuador. 

Utbredningsområdet för större soldatara.

## Ekologi
Den större soldatarans habitat är främst låglänta regnskogar. Den är vanligast i sådana områden som ligger på under 600 meters höjd över havet, men den kan påträffas i områden som ligger på upp till 1 000 meters höjd. I provinsen Darien har den tillfälligtvis påträffats på en höjd av upp till 1 500 meter. Aran förekommer även i skogarnas utkanter och den kan korsa öppna områden.

## Status och hot
Den större soldataran hotas främst av den avskogning som pågår i det område där den lever. Skogen huggs bland annat ner för att göra plats för boskap och plantager. I Costa Rica förekommer selektiv avverkning av trädet Dipteryx panamensis, vars frukter där är en viktig del av den större soldatarans diet. Den större soldataran är också utsatt för illegal fångst, bland annat för dess värde inom den internationella handeln med djur och för sina fjädrar. Den större soldataran är upptagen i IUCN:s rödlistning som akut hotad (EN) och det uppskattats att det bara finns omkring 500–1000 adulta individer kvar.